# Biblioterapie
Biblioterapie je metoda psychoterapie, která využívá léčebné a podpůrné účinky četby. Měla by sloužit i k rozvoji lidské osobnosti. Často se zaměňuje za čtenářství, které ovšem má rozvíjet především informační gramotnost, nikoliv léčit a podporovat.
Smysl této terapie spočívá pomocí četby knihy reflektovat zátěžovou situaci, kterou daná osoba prožívá, což může u pacienta přispět k uvolnění nahromaděného napětí, dále také ke katarzi, vhledu a uvědomění si prožívaného problému a k následnému přijetí a vyrovnání. Může vést i k znovuobnovení radosti pacienta ze života či podpoře osobní spokojenosti. Proces se zaměřuje především na emoční vnímání vybraného díla, důležitá je i racionální složka. Snaží se pozitivně ovlivnit psychosomatický stav léčeného a posílit psychickou odolnost a vyrovnanost. Samotná četba navíc pomáhá k rozvoji fantazie, tvořivosti, kritického myšlení či komunikačních dovedností, čímž se v mozku jedince utváří nový endocept.
Je vhodná pro všechny věkové a sociální skupiny, vybírají se beletristické či naučné knihy. Podle počtu osob se dělí na individuální (léčba svépomocí) a skupinovou (sezení skupiny, kterou vede psychoterapeut nebo knihovník).
Jedná se interdisciplinární terapii, kterou vedou psychoterapeutové, jako asistenti se angažují také poradenští psychologové a knihovníci-biblioterapeuti (kteří především pomáhají s vhodným výběrem knih) i pedagogové (především sociální pedagogika) či sociální pracovníci.

## Historie
Podle některých autorů jsou počátky biblioterapie již za vlády Ramesse II. či v nemocnici Al-Mansur v Káhiře ve 13. století.
Počátek biblioterapie, jak ji známe dnes, se objevil až na začátku 20. století, kdy se začaly zřizovat knihovny v nemocnicích, v pečovatelských domech, rehabilitačních střediscích, ve věznicích či v centrech pro uprchlíky. Jako disciplína vznikla na pomezí psychiatrie a psychologie. V západní Evropě a USA je v současnosti využívána pro léčbu duševních poruch.

## Typologie
- Biblioterapie klinická (individuální či skupinová) – jedná se o psychoterapeutické sezení, při němž se využívá sebepoznávací literatura, která pracuje s pocity hledání, projekce či katarze.
- Biblioterapie institucionální – mívá didaktický charakter, vybírá literaturu, která pojednává o onemocnění daného pacienta, nebo se zaměřuje na relaxační literaturu. Používá se především u hospitalizovaných pacientů. Využívá se především nemocničních knihoven, kde pracují specializovaně vyškolení knihovníci, kteří sami kontaktují pacienty a nabízejí jim vhodnou literaturu, která jim zvedne náladu. Knihovník by měl zhodnotit jeho intelektuální úroveň a čtenářskou angažovanost a podle toho volit svá doporučení. Výběru knih související se zdravotním stavem je konzultován s ošetřujícím lékařem.[2]
- Biblioterapie vývojová – zaměřená na jedince či skupiny osob bez zdravotních problémů, snaží se pomocí didaktických textů rozvíjet psychologický vývoj.

## Dílčí metody
- Hagioterapie – léčba prostřednictvím náboženských textů
- Imagoterapie – využívá vcítění se do postojů hlavního hrdiny (napodobování jeho jednání a chování)
- Poetoterapie (také poezioterapie) – terapie prostřednictvím poezie
- Pohádkoterapie – léčba skrze dětskou literaturu (především pohádky)
- Další možností je využít samotné tvorby pacientů (básně, próza), jedná se však spíše o artererapii či kulturoterapii.

### Pohádkoterapie
Tato dílčí metoda měla největší ohlas v Polsku na přelomu 20. a 21. století. Největší účinky byly zaznamenány na dětech ve věku od 4 do 9 let. Výběr knih je zaměřován především na potlačení strachu, omezeních emocionálních problémů a zklidnění. Existují tři druhy terapeutických pohádek: psychoterapeutické, výchovně psychologické a relaxační. Text by měl obsahovat problém, se kterým se dítě potýká (např. narození sourozence), a zároveň by mu mělo být jasné, že se jedná o fikci.